# Хопкинсон, Сэмюэл
Сэ́мюэл Хо́пкинсон (англ. Samuel Hopkinson; 9 февраля 1902 — 9 мая 1958) — английский футболист, нападающий.

## Футбольная карьера
Выступал за клубы «Ротерем Каунти», «Честерфилд» и «Аштон Нейшнл». Также играл за школьную сборную Англии по футболу. В мае 1929 года перешёл в «Манчестер Юнайтед». Дебютировал в основном составе 17 января 1931 года в матче Первого дивизиона против «Ньюкасл Юнайтед» на «Сент-Джеймс Парк». Два дня спустя открыл счёт своим голам за клуб, забив два мяча в ворота «Сток Сити» во второй переигровке матча третьего раунда Кубка Англии. Всего в сезоне 1930/31 сыграл за «Юнайтед» 19 матчей и забил 6 мячей. Выступал за клуб на протяжении четырёх сезонов. В общей сложности провёл 53 матча и забил 12 мячей.
В мае 1935 года перешёл в клуб «Транмир Роверс».